# Nancy Landon Kassebaum
Nancy Landon Kassebaum Baker, född 29 juli 1932 i Topeka, Kansas, är en amerikansk republikansk politiker. Hon representerade delstaten Kansas i USA:s senat 1978–1997.
Nancy Landon föddes 1932 som dotter till Alf Landon som var guvernör i Kansas 1933–1937 och republikanernas kandidat i presidentvalet 1936. Hon utexaminerades 1954 från University of Kansas. Hon var gift med Philip Kassebaum från 1956 till 1979.
Nancy Kassebaum besegrade demokraten William R. Roy i senatsvalet 1978. Senator James B. Pearson avgick några dagar i förtid och Kassebaum blev utnämnd till senaten den 23 december 1978. Hon omvaldes 1984 och 1990. Hon gifte om sig 1996 med Howard Baker. Hon efterträddes 1997 som senator av Pat Roberts.